# Michael Carbel
Michael Carbel Svendgaard (7 februari 1995) is een voormalig Deens wielrenner.

## Overwinningen
2013
1e en 3e etappe Driedaagse van Axel
 Deens kampioen op de weg, Beloften
2e etappe Ronde van Lunigiana
2014
Dorpenomloop Rucphen
2015
2e etappe ZLM Tour (ploegentijdrit)
2017
 Deens kampioen op de weg, Beloften
2019
3e etappe Flèche du Sud

## Resultaten in voornaamste wedstrijden
|      | \| Jaar \| Parijs-Roubaix \| \| ---- \| -------------- \| \| 2018 \| opgave \| |
| Jaar | Parijs-Roubaix                                                                 |
| 2018 | opgave                                                                         |

## Ploegen
- 2014 –  Cult Energy Vital Water
- 2015 –  Cult Energy Pro Cycling
- 2016 –  Stölting Service Group
- 2017 –  Team VéloCONCEPT
- 2018 –  Fortuneo-Samsic
- 2019 –  Team Waoo
- 2020 –  NTT Pro Cycling

Carbel · Downing · Gerdemann · Guldhammer · Hník · Kirsch · Larsson · Lemarchand · Mager · Mortensen · Pedersen · Quaade · Reihs · Vinther · Wegmann · Zangerlé
Barguil · Bonnamour · Bouet · Carbel · Daniel · Delaplace · Feillu · Fonseca · Gérard · Gesbert · Hardy · Jarrier · Le Roux · Ledanois · Lunke · Maison · Moinard · Périchon · Pichon · Russo · Vachon · Welten
Barbero · Battistella · Boasson Hagen · Campenaerts · Carbel · De Bod · Dlamini · Dyball · Gasparotto · Gebreigzabhier · Gibbons · Gogl · Iribe · Janse van Rensburg · King · Kreuziger · Mäder · Meintjes · Nizzolo  · O'Connor · Pozzovivo · Sobrero · Stokbro · Sunderland · Thomson · Tiller · Valgren · Walscheid · Wyss